# Xương mũi
Xương mũi là hai xương thuôn nhỏ, có kích thước và hình dạng khác nhau ở từng cá thể. Chúng được đặt cạnh nhau ở phần giữa và phần trên của khuôn mặt và tại điểm nối của chúng, tạo thành sống mũi của 1/3 trên của mũi. Mỗi cái có hai bề mặt và bốn đường viền.